# Lepanthes guardiana
Lepanthes guardiana är en orkidéart som beskrevs av Endres och Carlyle August Luer. Lepanthes guardiana ingår i släktet Lepanthes och familjen orkidéer.
Artens utbredningsområde är Costa Rica. Inga underarter finns listade i Catalogue of Life.